# Championnat de Belgique de football de deuxième division 1937-1938
Navigation
saison précédente saison suivante
Cette page présente la vingtième-quatrième édition du championnat  Division 1 (D2) belge.
En Série A, le titre revient au club de Boom FC, qui parvient après plusieurs accessits à rejoindre la Division d'Honneur. Il devance deux anciens pensionnaires de l'élite, Tilleur et Uccle Sport. En bas de tableau, le FC Duffel ne fait pas le poids et termine dernier, avec seulement 9 points mais surtout 121 buts encaissés, un nouveau record au deuxième niveau national. Il est logiquement relégué en Promotion après trois saisons au 2e niveau national. Il n'est depuis plus jamais remonté aussi haut dans la hiérarchie du football belge. Il est accompagné par le RC Montegnée, également relégué après trois saisons en Division 1. C'est aussi la dernière saison à ce niveau pour le club liégeois.
La Série B est remportée par le RCS Brugeois, qui retrouve l'élite après deux saisons à l'étage inférieur. Ses principaux concurrents pour le titre auront été Berchem Sport et le Racing de Malines, relégué de Division d'Honneur la saison passée. Les places descendantes sont occupées par le VG Ostende et le RRC de Gand, qui descend au troisième niveau national pour la première fois de son Histoire après 25 saisons passées dans les deux plus hautes divisions.

## Clubs participants
Vingt-huit clubs prennent part à cette édition, soit le même nombre que la saison précédente. Les équipes sont réparties en deux séries de 14 formations.

### Série A
| #  | Nom                                                   | Mat. | Ville              | Stades                 | En D2 depuis    | Total en D2 | S. précédente      |
| -- | ----------------------------------------------------- | ---- | ------------------ | ---------------------- | --------------- | ----------- | ------------------ |
| 1  | Football Club Turnhout                                | 148  | Turnhout           | ??                     | 1937-1938 (1re) | 11 saisons  | Div. d'Honneur 13e |
| 2  | Royal Uccle Sport                                     | 15   | Uccle              | ??                     | 1923-1924 (15e) | 20 saisons  | 9e Série B         |
| 3  | Royal Football Club Sérésien                          | 17   | Seraing            | stade du Pairay        | 1931-1932 (7e)  | 9 saisons   | 11e Série A        |
| 4  | Royal Stade Louvaniste                                | 18   | Louvain            | ??                     | 1936-1937 (2e)  | 17 saisons  | 3e Série A         |
| 5  | Royal Tilleur Football Club                           | 21   | Ougrée             | stade du Pont d'Ougrée | 1934-1935 (4e)  | 21 saisons  | 8e Série A         |
| 6  | Cercle Sportif La Forestoise                          | 51   | Forest             | stade communal         | 1927-1928 (11e) | 15 saisons  | 10e Série B        |
| 7  | Boom Football Club                                    | 58   | Boom               | ??                     | 1931-1932 (7e)  | 13 saisons  | 3e Série B         |
| 8  | Royale Union Hutoise Football Club                    | 76   | Huy                | ??                     | 1936-1937 (2e)  | 4 saisons   | 10e Série A        |
| 9  | Racing Football Club Montegnée                        | 77   | Montegnée          | ??                     | 1934-1935 (4e)  | 9 saisons   | 4e Série A         |
| 10 | Union Sportive du Centre                              | 213  | Haine-Saint-Pierre | ??                     | 1935-1936 (3e)  | 3 saisons   | 2e Série B         |
| 11 | Football Club Duffel                                  | 284  | Duffel             | ??                     | 1935-1936 (3e)  | 3 saisons   | 12e Série B        |
| 12 | Waterschei Sport Vereeniging Tot Herstel Onze Rechten | 553  | Genk               | stade André Dumont     | 1935-1936 (3e)  | 3 saisons   | 12e Série A        |
| 13 | Royal Charleroi Sporting Club                         | 22   | Charleroi          | stade du Mambourg      | 1937-1938 (1re) | 5 saisons   | 1re Promotion A    |
| 14 | Football Club Wilrijk                                 | 155  | Wilrijk            | ??                     | 1937-1938 (1re) | 1 saison    | 1re Promotion B    |

### Localisation Série A
| \| Liège · R. FC Sérésien · R. Tilleur FC · Racing FC Montegnée FC Wilrijk Turnhout Boom FC FC Duffel R. Uccle Sport CS La Forestoise St. Louvaniste Waterschei Union Hutoise Liège Sp. Charleroi US du Centre \| Localisation des clubs engagés en Division 1A 1937-1938 |
| Liège · R. FC Sérésien · R. Tilleur FC · Racing FC Montegnée FC Wilrijk Turnhout Boom FC FC Duffel R. Uccle Sport CS La Forestoise St. Louvaniste Waterschei Union Hutoise Liège Sp. Charleroi US du Centre                                                               |

### Série B
| #  | Nom                                           | Mat. | Ville      | Stades                | En D2 depuis    | Total en D2 | S. précédente      |
| -- | --------------------------------------------- | ---- | ---------- | --------------------- | --------------- | ----------- | ------------------ |
| 1  | Racing Club Mechelen Koninklijke Maatschappij | 24   | Malines    | Antwerpsesteenweg     | 1937-1938 (1re) | 5 saisons   | Div. d'Honneur 14e |
| 2  | Royal Racing Club de Gand                     | 11   | Gand       | Emmanuel Hielstadion  | 1935-1936 (3e)  | 7 saisons   | 11e Série B        |
| 3  | Royal Cercle Sportif Brugeois                 | 12   | Bruges     | stade du RCS Brugeois | 1936-1937 (2e)  | 2 saisons   | 6e Série B         |
| 4  | Royal Berchem Sport                           | 28   | Berchem    | Het Rooi              | 1936-1937 (2e)  | 7 saisons   | 6e Série A         |
| 5  | Koninklijke Vanneste Genootschap Oostende     | 31   | Ostende    | ??                    | 1935-1936 (3e)  | 4 saisons   | 8e Série B         |
| 6  | Cappellen Football Club                       | 43   | Kapellen   | ??                    | 1933-1934 5e    | 5 saisons   | 5e Série A         |
| 7  | Royal Football Club Renaisien                 | 46   | Renaix     | Parc Lagache          | 1931-1932 (7e)  | 7 saisons   | 4e Série B         |
| 8  | Club Sportif de Schaerbeek                    | 55   | Schaerbeek | Parc Josaphat         | 1930-1931 (8e)  | 10 saisons  | 9e Série A         |
| 9  | Tubantia Football Athletic Club               | 64   | Borgerhout | Rivierenhof           | 1932-1933 (6e)  | 8 saisons   | 5e Série B         |
| 10 | Voetbal Vereeniging Oude God Sport            | 68   | Mortsel    | ??                    | 1934-1935 (4e)  | 10 saisons  | 2e Série A         |
| 11 | Sportclub Eendracht Aalst                     | 90   | Alost      | Bredestraat           | 1936-1937 (2e)  | 2 saisons   | 7e Série B         |
| 12 | Koninklijke Belgica Football Club Edegem      | 375  | Edegem     | ??                    | 1935-1936 (3e)  | 6 saisons   | 7e Série A         |
| 13 | Royal Vilvorde Football Club                  | 49   | Vilvorde   | ??                    | 1937-1938 (1re) | 5 saisons   | 1re Promotion C    |
| 14 | Royale Association Sportive Renaisienne       | 38   | Renaix     | avenue du 4 mars      | 1937-1938 (1re) | 5 saisons   | 1re Promotion D    |

### Localisation Série B
| \| Anvers · R. Berchem Sport · Cappellen FC · Tubantia FAC · VV Oude God Sport · K. FC Belgica Edegem Anvers RC Malines R. RC de Gand E. Aalst R. CS Brugeois K. VG Oostende R. AS Renaisienne FC Renaisien CS Schaerbeek Vilvorde \| Localisation des clubs engagés en Division 1B 1937-1938 |
| Anvers · R. Berchem Sport · Cappellen FC · Tubantia FAC · VV Oude God Sport · K. FC Belgica Edegem Anvers RC Malines R. RC de Gand E. Aalst R. CS Brugeois K. VG Oostende R. AS Renaisienne FC Renaisien CS Schaerbeek Vilvorde                                                               |

### Localisation des clubs anversois
Les 6 clubs anversois sont:
(3) R. Berchem Sport (B)
(4) Tubantia FAC (B)
(7) FC Wilrijk (A)
(10) K. FC Belgica Edegem (B)
(11) VV Oude God Sport (B)
(16) Cappellen FC (B)

### Localisation des clubs liégeois
Les 3 cercles liégeois sont :
(4) Racing FC Montegnée (A)
(9) FC Sérésien (A)
 (11) R. Tilleur FC (B)

## Classements
- Le nom des clubs est celui employé à l'époque

Légende
- Champion & Promu en Division d'Honneur
- clubs relégué en Promotion (D3)

Abréviations
 : Relégué de Division d'Honneur 1936-1937
 : Promu de Promotion 1936-1937

### Division 1 A
| Rang | Équipe              | Pts | J  | G  | N | P  | Bp  | Bc  | Diff |
| ---- | ------------------- | --- | -- | -- | - | -- | --- | --- | ---- |
| 1    | BOOM FC             | 41  | 26 | 19 | 3 | 4  | 71  | 22  | +49  |
| 2    | R. Tilleur FC       | 37  | 26 | 15 | 7 | 4  | 104 | 46  | +58  |
| 3    | R. Uccle Sport      | 33  | 26 | 13 | 7 | 6  | 64  | 48  | +16  |
| 4    | US Centre           | 30  | 26 | 12 | 6 | 8  | 87  | 57  | +30  |
| 5    | R Stade Louvaniste  | 29  | 26 | 12 | 5 | 9  | 85  | 65  | +20  |
| 6    | THOR Waterschei SV  | 28  | 26 | 11 | 6 | 9  | 56  | 58  | -2   |
| 7    | R. Charleroi SC     | 27  | 26 | 10 | 7 | 9  | 56  | 61  | -5   |
| 8    | R. FC Sérésien      | 26  | 26 | 10 | 6 | 10 | 50  | 55  | -5   |
| 9    | R. Union Hutoise    | 26  | 26 | 11 | 4 | 11 | 63  | 78  | -15  |
| 10   | FC Turnhout         | 23  | 26 | 8  | 7 | 11 | 55  | 56  | -1   |
| 11   | FC Wilrijk          | 20  | 26 | 8  | 4 | 14 | 72  | 73  | -1   |
| 12   | CS La Forestoise    | 20  | 26 | 8  | 4 | 14 | 52  | 79  | -27  |
| 13   | Racing FC Montegnée | 15  | 26 | 5  | 5 | 16 | 40  | 79  | -39  |
| 14   | FC Duffel           | 9   | 26 | 3  | 3 | 20 | 43  | 121 | -78  |

### Division 1 B
| Rang | Équipe               | Pts | J  | G  | N | P  | Bp | Bc | Diff |
| ---- | -------------------- | --- | -- | -- | - | -- | -- | -- | ---- |
| 1    | R. CS BRUGEOIS       | 39  | 26 | 18 | 3 | 5  | 81 | 33 | +48  |
| 2    | R. Berchem Sport     | 36  | 26 | 16 | 4 | 6  | 66 | 43 | +23  |
| 3    | RC Mechelen KM       | 33  | 26 | 15 | 3 | 8  | 65 | 31 | +34  |
| 4    | SC Eendracht Aalst   | 32  | 26 | 14 | 4 | 8  | 58 | 41 | +17  |
| 5    | R. AS Renaisienne    | 28  | 26 | 10 | 8 | 8  | 52 | 57 | -5   |
| 6    | R. FC Renaisien      | 27  | 26 | 11 | 5 | 10 | 54 | 45 | +9   |
| 7    | K. Belgica FC Edegem | 25  | 26 | 9  | 7 | 10 | 66 | 65 | +1   |
| 8    | VV Oude God Sport    | 25  | 26 | 11 | 3 | 12 | 67 | 65 | +2   |
| 9    | Cappellen FC         | 24  | 26 | 11 | 2 | 13 | 51 | 60 | -9   |
| 10   | Tubantia FAC         | 23  | 26 | 9  | 5 | 12 | 50 | 62 | -12  |
| 11   | CS Schaerbeek        | 21  | 26 | 8  | 5 | 13 | 44 | 68 | -24  |
| 12   | Vilvorde FC          | 17  | 26 | 7  | 3 | 16 | 46 | 72 | -26  |
| 13   | R. RC de Gand        | 16  | 26 | 6  | 4 | 16 | 52 | 78 | -26  |
| 14   | K. VG Oostende       | 16  | 26 | 6  | 4 | 16 | 48 | 80 | -32  |

## Déroulement de la saison

### Résultats des rencontres - Série A
| Résultats (▼dom., ►ext.)                                   | 1 | 2 | 3 | 4 | 5 | 6 | 7 | 8 | 9 | 10 | 11 | 12 | 13 | 14 |
|                                                            |   | - | - | - | - | - | - | - | - | -  | -  | -  | -  | -  |
|                                                            | - |   | - | - | - | - | - | - | - | -  | -  | -  | -  | -  |
|                                                            | - | - |   | - | - | - | - | - | - | -  | -  | -  | -  | -  |
|                                                            | - | - | - |   | - | - | - | - | - | -  | -  | -  | -  | -  |
|                                                            | - | - | - | - |   | - | - | - | - | -  | -  | -  | -  | -  |
|                                                            | - | - | - | - | - |   | - | - | - | -  | -  | -  | -  | -  |
|                                                            | - | - | - | - | - | - |   | - | - | -  | -  | -  | -  | -  |
|                                                            | - | - | - | - | - | - | - |   | - | -  | -  | -  | -  | -  |
|                                                            | - | - | - | - | - | - | - | - |   | -  | -  | -  | -  | -  |
|                                                            | - | - | - | - | - | - | - | - | - |    | -  | -  | -  | -  |
|                                                            | - | - | - | - | - | - | - | - | - | -  |    | -  | -  | -  |
|                                                            | - | - | - | - | - | - | - | - | - | -  | -  |    | -  | -  |
|                                                            | - | - | - | - | - | - | - | - | - | -  | -  | -  |    | -  |
|                                                            | - | - | - | - | - | - | - | - | - | -  | -  | -  | -  |    |
| - Victoire à domicile - Match nul - Victoire à l'extérieur |   |   |   |   |   |   |   |   |   |    |    |    |    |    |

### Résultats des rencontres - Série B
| Résultats (▼dom., ►ext.)                                   | 1 | 2 | 3 | 4 | 5 | 6 | 7 | 8 | 9 | 10 | 11 | 12 | 13 | 14 |
|                                                            |   | - | - | - | - | - | - | - | - | -  | -  | -  | -  | -  |
|                                                            | - |   | - | - | - | - | - | - | - | -  | -  | -  | -  | -  |
|                                                            | - | - |   | - | - | - | - | - | - | -  | -  | -  | -  | -  |
|                                                            | - | - | - |   | - | - | - | - | - | -  | -  | -  | -  | -  |
|                                                            | - | - | - | - |   | - | - | - | - | -  | -  | -  | -  | -  |
|                                                            | - | - | - | - | - |   | - | - | - | -  | -  | -  | -  | -  |
|                                                            | - | - | - | - | - | - |   | - | - | -  | -  | -  | -  | -  |
|                                                            | - | - | - | - | - | - | - |   | - | -  | -  | -  | -  | -  |
|                                                            | - | - | - | - | - | - | - | - |   | -  | -  | -  | -  | -  |
|                                                            | - | - | - | - | - | - | - | - | - |    | -  | -  | -  | -  |
|                                                            | - | - | - | - | - | - | - | - | - | -  |    | -  | -  | -  |
|                                                            | - | - | - | - | - | - | - | - | - | -  | -  |    | -  | -  |
|                                                            | - | - | - | - | - | - | - | - | - | -  | -  | -  |    | -  |
|                                                            | - | - | - | - | - | - | - | - | - | -  | -  | -  | -  |    |
| - Victoire à domicile - Match nul - Victoire à l'extérieur |   |   |   |   |   |   |   |   |   |    |    |    |    |    |

### Attribution du titre de «Champion de Division 1»
Ce match a une valeur honorifique.
| Date       | Equipe 1 | Equipe 2       | Score |  |
| ---------- | -------- | -------------- | ----- |  |
| ??/??/1938 | Boom FC  | R. CS Brugeois | ?-?   |  |

Note: Apparemment il semble que des "matches pour le titre" ont lieu lorsque le 2e niveau compte deux séries. Mais malhaureusement on ne retrouve pas toujours de traces fiables de ces rencontres. Le cas de figure se reproduit par la suite aux 3e puis 4e niveaux nationaux qui comptent toujours plus d'une série. Si des matches entre les champions de série sont disputés à certaines époques, le titre "d'unique" champion n'aura jamais valeur officielle et le fait de remporter une série équivaut à un titre au niveau concerné.

## Récapitulatif de la saison
- Champion A : Boom FC (1er titre en D2)
- Champion B: R. CS Brugeois (1er titre en D2)
- Neuvième titre de "D2" pour la Province d'Anvers.
- Troisième titre de "D2" pour la Province de Flandre occidentale.

| Région flamande (17)            | Région flamande (17) | Province de Brabant (5)      | Province de Brabant (5) | Région wallonne (6)    | Région wallonne (6) |
| ------------------------------- | -------------------- | ---------------------------- | ----------------------- | ---------------------- | ------------------- |
| Province d'Anvers               | 10                   | Région de Bruxelles-Capitale | 3                       | Province de Hainaut    | 2                   |
| Province de Flandre-Occidentale | 2                    | Province du Brabant flamand  | 2                       | Province de Liège      | 4                   |
| Province de Flandre-Orientale   | 4                    | Province du Brabant wallon   | 0                       | Province de Luxembourg | 0                   |
| Province de Limbourg            | 1                    |                              |                         | Province de Namur      | 0                   |

1. ↑  Au niveau footballistique, la province de Brabant est toujours unitaire malgré sa partition territoriale en 1995.

## Montée / Relégation
Le Boom FC et le RCS Brugeois montent en Division d'Honneur. Ils y remplacent le RC Tirlemont, monté un plus tôt, et le KM Lyra.
Le RC Montegnée, le FC Duffel, le VG Oostende et le RRC de Gand sont relégués en Promotion (D3) et remplacés, la saison suivante, par l'Excelsior FC Hasselt, le Racing Club de Bruxelles, l'AS Ostende et Wezel Sport. Pour ce dernier, c'est une première montée en Division 1, alors que le club évoluait encore en séries régionales deux ans plus tôt.

## Début en D2
Un club joue pour la première fois au 2e niveau national du football belge. Il est le 75e club différent à y apparaître.
- FC Wilrijk 19e club anversois différent en D2 ;

## Changement d'appellation
Dans le courant de l'année 1938, le Cappellen Football Club (fondé en 1906 et affilié à l'UBSSA l'année suivante) atteint les 35 ans d'existence (minimum requis à l'époque) et devient donc « Société Royale ». Les responsables du cercle, les supporters et les médias de l'époque parlent alors du « Cappellen FC KM ». « KM » étant Koninklijke Maatschappij, Société Royale en Néerlandais. Mais cette dénomination n'est jamais officiellement reconnue par la Fédération. Ce n'est qu'à partir de 1968 que l'appellation devient officiellement celle qui est toujours d'application: « R. Cappellen FC ». À l'instar de l'Antwerp, Cappellen opte pour la version anglaise « Royal ».